# Contea di Pickens (Georgia)
La contea di Pickens (in inglese Pickens County) è una contea dello Stato della Georgia, negli Stati Uniti. La popolazione al censimento del 2000 era di 22 983 abitanti. Il capoluogo di contea è Jasper.